# Rich Wilson
Rich Wilson, né le 20 avril 1950 à Boston, est un navigateur et un skipper professionnel américain. Il participe aux Vendée Globe 2008 et 2016 où il devient le plus vieux participant ayant jamais couru le Vendée Globe.

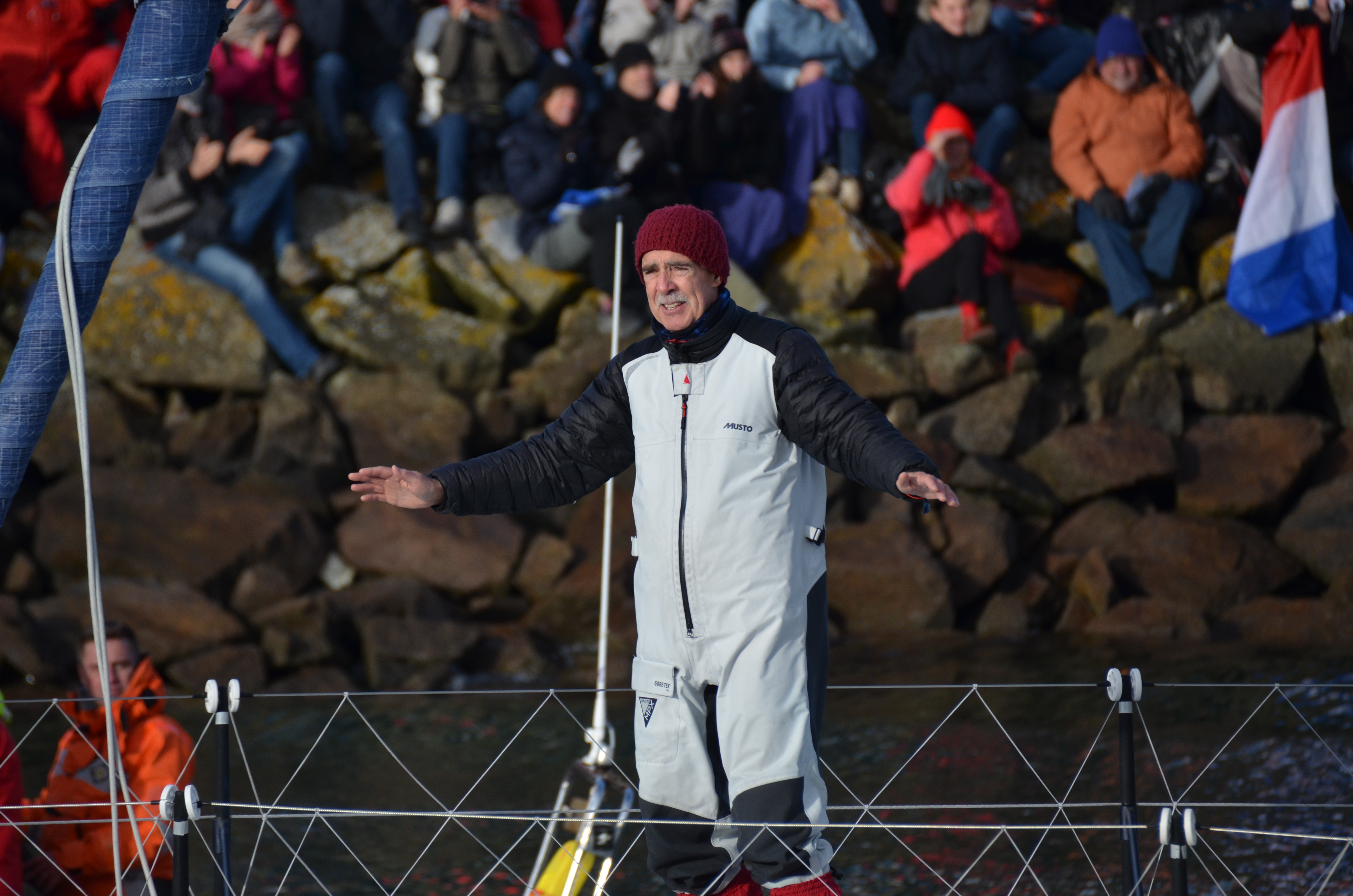
Rich Wilson au départ du Vendée Globe 2016-2017.

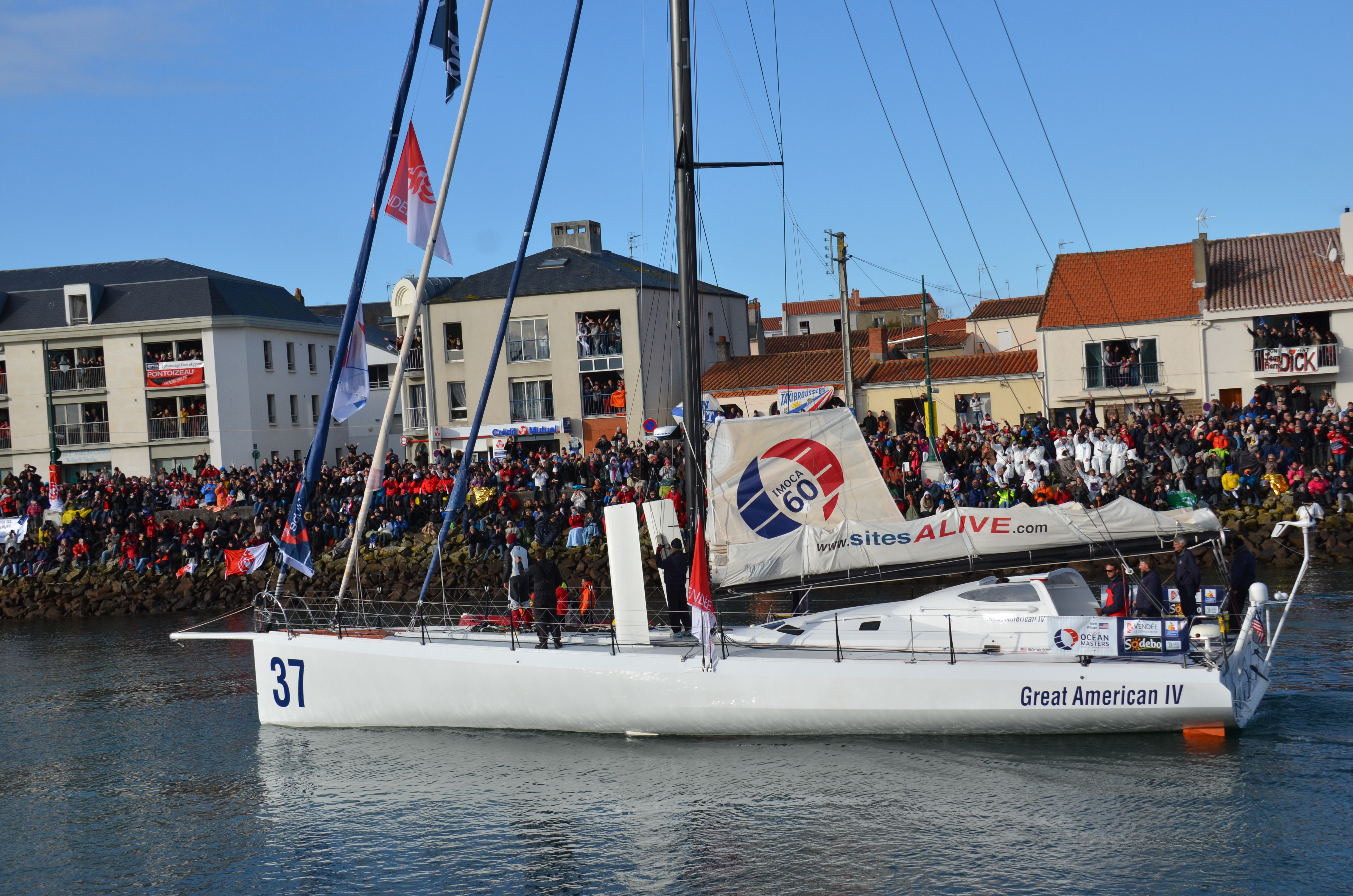
Rich Wilson au départ du Vendée Globe 2016-2017.

## Biographie
Rich Wilson, diplômé de mathématiques et de sciences, professeur de mathématiques à Boston, a été le doyen du Vendée Globe 2008-2009 et également sur l'édition 2016-2017.
Il participe à cette dernière course sur un bateau qui l'a déjà réalisé deux fois, le Great American IV.

Rich Wilson, contribue activement à la promotion des sports de voile aux États-Unis à travers ses records et un programme éducatif.

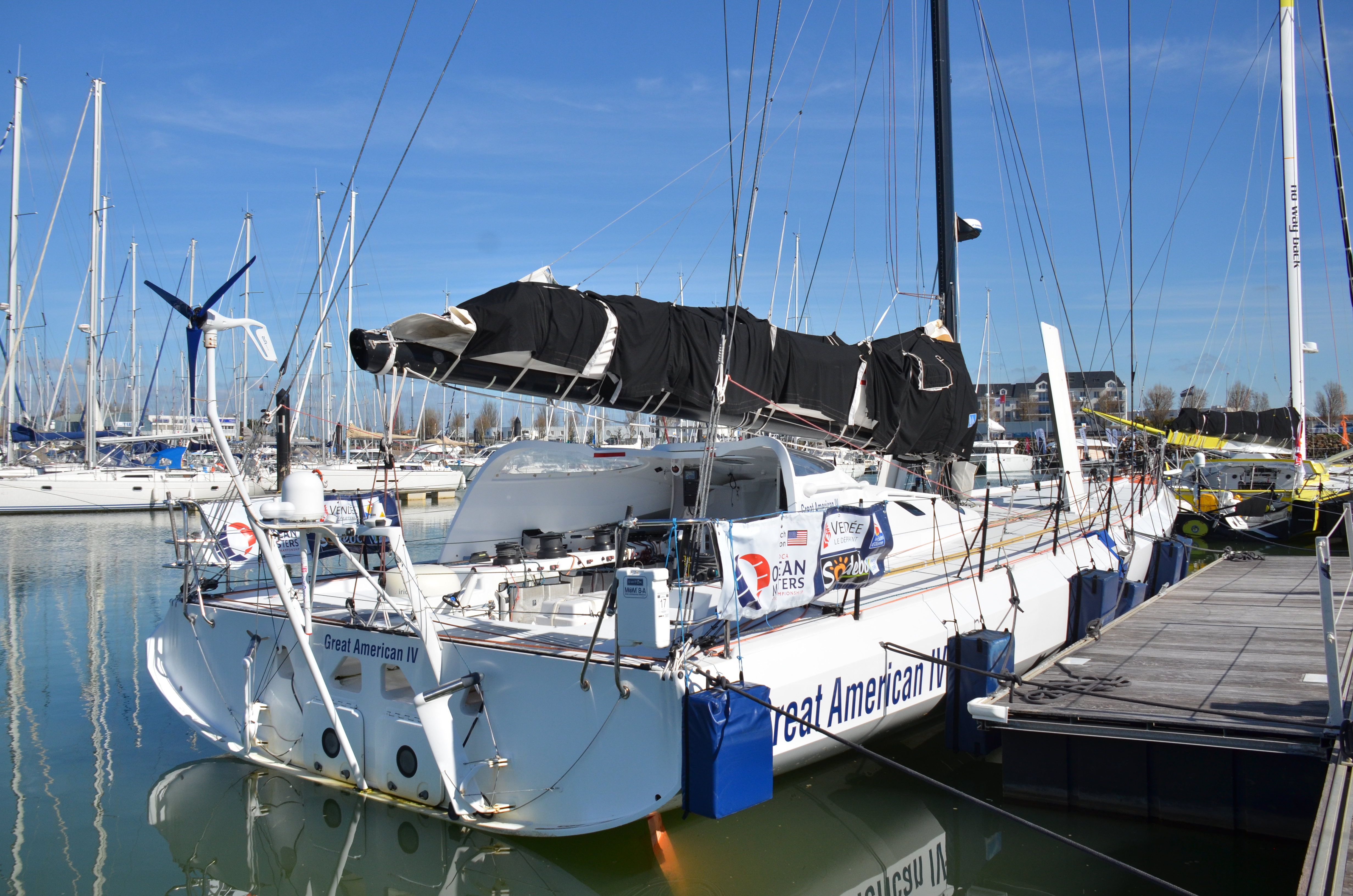
Great American IV

## Palmarès
- 1980 : 1er de la Bermuda Race[1]
- 2004 : 2e de la Transat anglaise
- 2007 : 11e de la Transat BtoB
- 2007 : 16e de la Transat Jacques Vabre
- 2009 : 9e du Vendée Globe
- 2017 : 13e du Vendée Globe en 107 j 0 h 48 min 18 s

## Records
- 2003 : Hong Kong - New York (13707 milles) en 72 jours, 21 heures, 11 minutes et 37 secondes, avec Rich du Moulin, sur Great America II, ancien record en 74 jours et 14 heures sur Sea Witch's vers 1849[2]

- 2001 : New York - Melbourne en 68 jours, 10 heures, 7 minutes et 52 secondes avec Bill Biewenga, sur Great America II, ancien record en 69 jours et 14 heures sur Mandarin en 1855-1859[3],[4],[5]

- 1993 : San Francisco - Boston par le Cap Horn en 69 jours et 20 heures avec Bill Biewenga, sur Great America II, ancien record sur Northern Light[5]